# Urgent (œuvre d'art)
Pour les articles homonymes, voir Urgent.
Urgent est une œuvre de l'artiste iranienne Ghazel, créée entre 1997 et 2007. Il s'agit d'une série d'affiches, qui explicitent la recherche par l'artiste d'un mariage blanc afin d'échapper à sa condition de sans papiers sur le territoire français.

## Contexte de création
Ghazel quitte l'Iran pour la France en 1986, alors qu'elle a environ vingt ans. En 1997, la préfecture de l'Hérault l'informe que sa carte de séjour n'est pas renouvelée et elle devient donc clandestine. Elle envisage alors le mariage blanc comme dernière solution afin d'obtenir le droit de résider en France, et doit donc trouver un mari avec papiers, recherche qu'elle explicite dans Urgent. Il s'agit d'un des premiers travaux de l'artiste à évoquer la thématique de l'immigration.

## Description
L'œuvre est composée d'une série d'affiches utilisant mots, photos et sigles inventés par l'artiste (par exemple SPF pour « Sans Papiers Fixe », calqué sur SDF). Les premières affiches, entre 1997 et 2002, précisent les caractéristiques du mari recherché, notamment « non-racist » et détenant un passeport. Une fois une situation régulière obtenue, Ghazel renverse l'offre et propose elle-même un mariage blanc afin de permettre à une personne en situation irrégulière d'obtenir des papiers.

## Conservation
L'œuvre fait partie de la collection du Musée de l’histoire de l’immigration, à Paris.